# A Dream of Spring
A Dream of Spring este un viitor roman de George R. R. Martin, fiind programat a fi ultima carte a seriei Cântec de gheață și foc.
Inițial  A Dream of Spring a primit titlul provizoriu A Time For Wolves. Cu toate acestea, Martin a schimbat titlul cu A Dream of Spring.